# Dollaro delle Kiribati
Il dollaro (localmente, taara o tara) è una valuta usata nelle Kiribati dall'indipendenza. Non è una valuta libera ma è legata con un tasso di 1:1 al dollaro australiano. Le monete sono state emesse nel 1979 e nel 1989 e circolavano accanto alle banconote e monete del dollaro australiano. Non ci sono più emissioni di moneta dal 1989 a causa dello scarso utilizzo di esse, con eccezione di un'emissione ridotta nel 1992, ma tutte queste monete sono ormai diventate rare ad essere ancora in circolazione.
Nella colonia britannica delle Isole Gilbert ed Ellice erano in circolazione prima la Sterlina australiana e poi il Dollaro australiano (1966).

## Monete
Le monete sono state introdotte nel 1979 con valori da 1, 2, 5, 10, 20 e 50 cents e 1 dollaro – e da 2 dollari nel 1989. Ad eccezione delle monete da 50 cents e da 1 dollaro, le monete hanno le stesse dimensioni delle corrispondenti monete australiane. I 2 dollari del 1989 sono rotondi e più larghi della moneta australiana di 2 dollari del 1988. La moneta da 50 cents è più piccola e circolare mentre quella da 1 dollaro è più grande e dodecagonale.

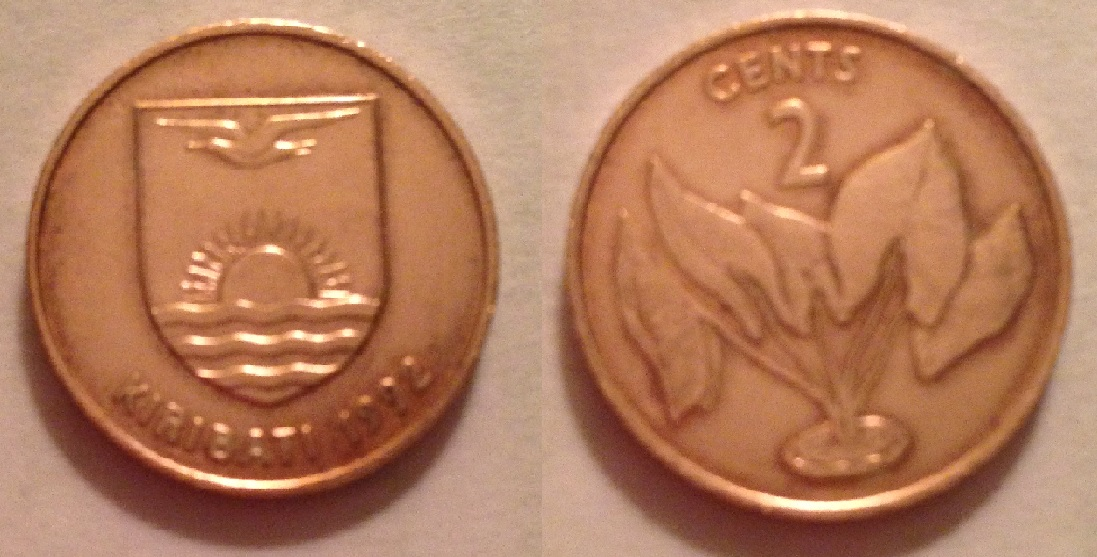
2 centesimi di dollaro delle Kiribati (1992), con Cyrtosperma merkusii.

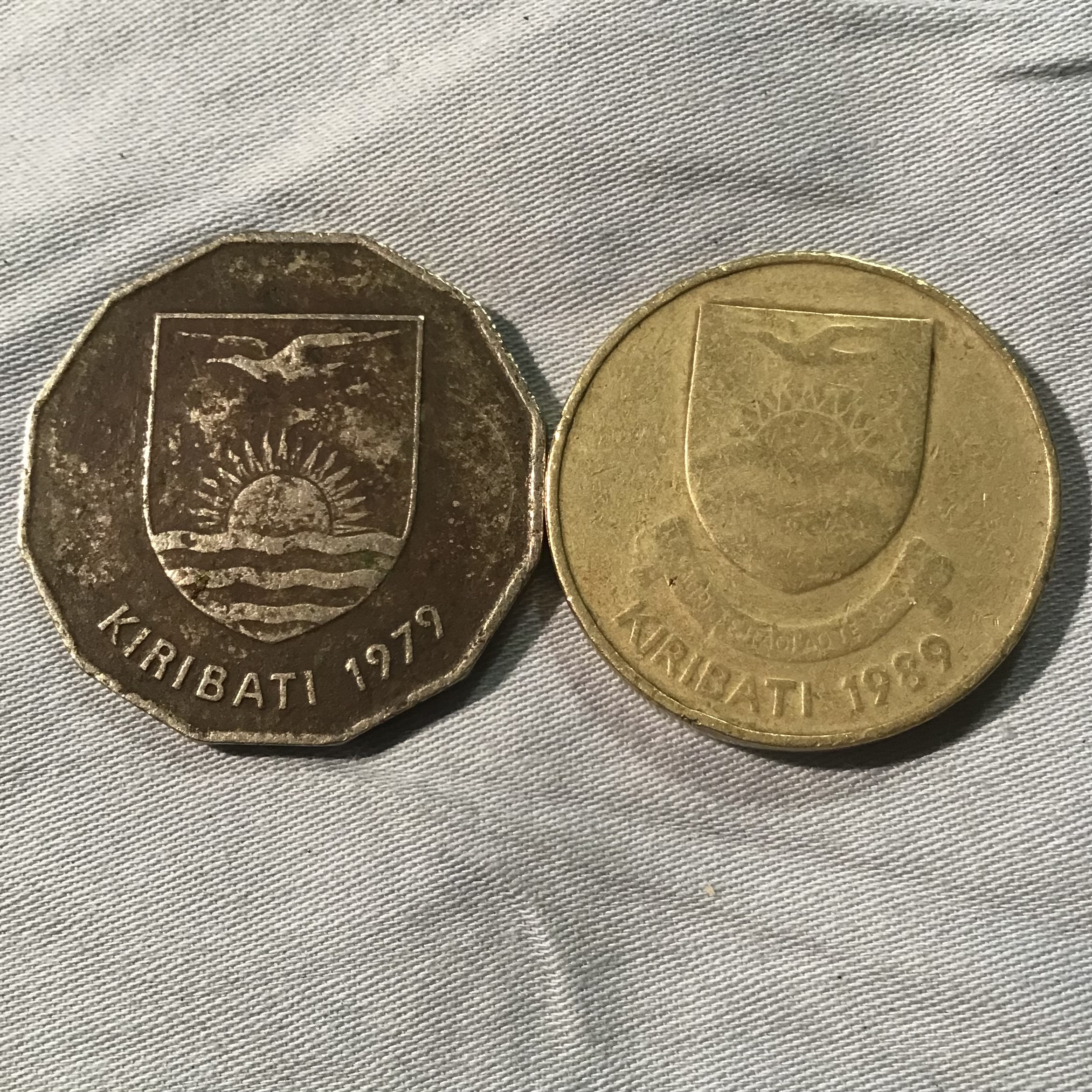
1 dollaro (1979) e 2 dollari (1989).